# 傍線
傍線（ぼうせん）あるいは脇線（わきせん）は、縦書きで文字の右側あるいは左側に引く線のことであり、複数の文字に跨る形で引かれることもある。サイドラインとも呼ばれる。傍線を付加することを、「傍線を引く」と呼ぶ。

## 概要
傍線は縦書き文章においての、文字の強調や該当箇所を示す目的で使用される。類似の表現に圏点が存在する。横書き文章においては、類似のあらわし方で、下線や上線が存在する。
日本語においては、主に文字の右側に引かれる。一方中国語では左側に引かれることが多い。
傍線が複数の文字を跨ぐときはその文字と文字の間にも補完する形で線をつなげる。

## 区分
- 2本の線で引かれた傍線を二重傍線（にじゅうぼうせん）と呼ぶ
- 線と間隔が同じの傍線を鎖線（させん）と呼ぶ
- 線が長く間隔が短い傍線を破線（はせん）と呼ぶ
- 波型の傍線を波線（なみせん）と呼ぶ

## 用途
- 該当箇所の強調を表す。
- 漢字を仮名で表記した場合に用いる。
- 正確に文字表現できないことを示す。
- 問題文で該当の箇所を示す目的で使用され、傍線の上に数字や仮名、丸数字が使用されることがある。そのような問題のことを傍線解釈と呼ぶことがある。
- 公文書などで、前判との変更箇所を示す目的で使用される。
- 書籍などで読者が必要な箇所をチェックする目的で引く。
- 中国語では傍線または下線が固有名詞を標記する約物として使用される。そのうち、本・詩の題名などはさらに波線の傍線で表される。
  - 例：日本川端康成的雪國